# レギュロン
分子遺伝学において、レギュロン（英: regulon）は一つの単位として遺伝子発現の調節が行われる遺伝子群を指す。一般的に、レギュロンは同一の調節遺伝子によって制御される遺伝子群であり、この遺伝子はリプレッサーまたはアクチベーターとして作用するタンパク質を発現する。この用語は、必ずではないものの一般的に原核生物のものを指して用いられる。原核生物のゲノムは多くの場合オペロンへと組織化されているが、1つのレギュロンに含まれる遺伝子は染色体上で異なる位置にある複数のオペロンに存在している場合もある。真核生物に対して用いられる場合、この用語は同じ調節遺伝子によって制御される、隣接していない遺伝子群を指す。
モジュロン（英: modulon）は全体的な条件変化やストレスに応答して調節されるレギュロンまたはオペロンのセットを指すが、あるモジュロンに含まれる遺伝子群は異なる調節分子の制御下にある場合も同一の分子の制御下にある場合もある。発現が特定の環境刺激に応答する遺伝子のセットを指すために、スティミュロン（英: stimulon）という用語が用いられることがある。

## 例
細菌でよく研究されているレギュロンは、熱ショックなどのストレスに対する応答に関与するものである。大腸菌Escherichia coliの熱ショック応答はシグマ因子σ32（RpoH）によって調節され、そのレギュロンに含まれるオープンリーディングフレームとして89個が特徴づけられている。
病原性細菌の病原性因子に関するレギュロンは特に研究対象として注目されている。よく研究されている例としては大腸菌のリン酸レギュロンがあり、このレギュロンは二成分制御系を介してリン酸の恒常性と病原性を共役する。レギュロンは病原性アイランドを構成している場合もある。
大腸菌のAdaレギュロンは、DNA修復の適応応答に関与する遺伝子群としてよく特徴づけられている。
細菌のクオラムセンシングはモジュロンまたはスティミュロンとしてよく引用される例であるが、このタイプの細胞間の自己誘導を別の形の調節として記載する文献もある。

## 進化
遺伝子ネットワークの調節の変化は原核生物の進化の一般的な機構である。相同なタンパク質が異なる調節機構への影響を示す例として、DNA結合タンパク質OmpRが挙げられる。OmpRは大腸菌では浸透圧ストレスへの応答に関与するが、近縁種のサルモネラSalmonella Typhimuriumでは酸性環境への応答に関与する。